# Brian Ireland
Brian Ireland (California, 14 novembre 1980) è un batterista e produttore discografico statunitense.

## Storia
È stato batterista della band alternative rock californiana della Geffen/Drive-Thru Records Something Corporate. Attualmente Ireland sta lavorando ad un side project con la Universal Music insieme ad un altro membro fondatore dei Something Corporate, William Tell, sin dalla fine del 2006. Il 10 dicembre 2006 è stato annunciato che Brian Ireland si sarebbe unito anche ad una band di New York, gli Streamline, come batterista. Al momento continua ad esibirsi nei concerti dal vivo con gli Streamline, che hanno cambiato base optando per Baton Rouge, in Louisiana.

## Discografia
- Ready... Break (2000, CD indipendente con i Something Corporate)
- Audioboxer (2001, con i Something Corporate)
- Leaving Through the Window (2002, con i Something Corporate)
- Songs for Silent Movies (2003, con i Something Corporate)
- North (2003, con i Something Corporate)
- Live at the Fillmore (2003, con i Something Corporate)
- You Can Hold Me Down (batterista e produttore per l'album del 2007 di William Tell)